# ミルカ・チェモス・チェイワ
ミルカ・チェモス・チェイワ（Milcah Chemos Cheywa、1986年2月26日 - ）はケニアの陸上競技選手、2013年世界陸上競技選手権大会女子3000mSC金メダリスト。
ミルカは西部州マウントエルゴン県ブガア村（Bugaa）の出身、後に初等学校へ通うため家族と共にキタレへ移住した。中等学校へ進学しその後マラゴリにある女子校へ転校した。続いてキガンジョにある警察学校に通い2005年にケニア警察に所属、ここで中距離走選手のアレックス・サングと出会い結婚した。夫から勧められて陸上競技を始めた。ミルカは2006年に女児を出産、本格的な練習開始は2008年以降のことである。
ミルカは初め中距離走を専門としており2008年の北京オリンピックケニア代表選考会では800mに出場、パメラ・ジェリモから12秒遅れの7位に入った。ミルカは2009年に3000mSCへ転向。5月、ケニア国内の競技会で初めて3000mSCに出場して9分54秒4を記録、7月のナイトオブアスレチックスでは9分22秒23まで自己記録を縮めた。8月の2009年世界陸上競技選手権大会でも自己記録を更新する9分08秒57を叩き出し、マルタ・ドミンゲスとユリア・ザルドネワに次ぐ3位に入った。2010年、ミルカはこの年に始まったIAAFダイヤモンドリーグを転戦して4勝を挙げ、女子3000mSCの種目別年間王者に輝いている。ローマで記録した9分11秒71は女子3000mSCの2010年世界最高記録である。また、8月に母国ケニアのナイロビで行われたアフリカ陸上競技選手権大会は9分32秒18の記録で優勝を飾った。

## 主な戦績
| 年   | 大会                               | 場所               | 順位     | 種目    |
| ---- | ---------------------------------- | ------------------ | -------- | ------- |
| 2009 | 世界陸上競技選手権大会             | ベルリン           | 3位      | 3000mSC |
| 2009 | IAAFワールドアスレチックファイナル | テッサロニキ       | 2位      | 3000mSC |
| 2010 | アフリカ陸上競技選手権大会         | ナイロビ           | 1位      | 3000mSC |
| 2010 | IAAFコンチネンタルカップ           | スプリト           | 2位      | 3000mSC |
| 2010 | コモンウェルスゲームズ             | ニューデリー       | 1位      | 3000mSC |
| 2010 | ダイヤモンドリーグ                 | ダイヤモンドリーグ | 年間優勝 | 3000mSC |
| 2011 | 世界陸上競技選手権大会             | 大邱               | 3位      | 3000mSC |
| 2011 | ダイヤモンドリーグ                 | ダイヤモンドリーグ | 年間優勝 | 3000mSC |
| 2012 | オリンピック                       | ロンドン           | 4位      | 3000mSC |
| 2012 | ダイヤモンドリーグ                 | ダイヤモンドリーグ | 年間優勝 | 3000mSC |
| 2013 | 世界陸上競技選手権大会             | モスクワ           | 1位      | 3000mSC |

## 自己記録
- 1500m - 4分12秒3（2009年6月6日、ナイロビ）
- 3000m - 8分43秒92（2009年8月31日、ザグレブ）
- 3000mSC - 9分07秒14（2012年6月7日、オスロ）